# Ettenhausen (Aadorf)
Ettenhausen è una frazione di 1 174 abitanti del comune svizzero di Aadorf, nel Canton Turgovia (distretto di Münchwilen).

## Storia

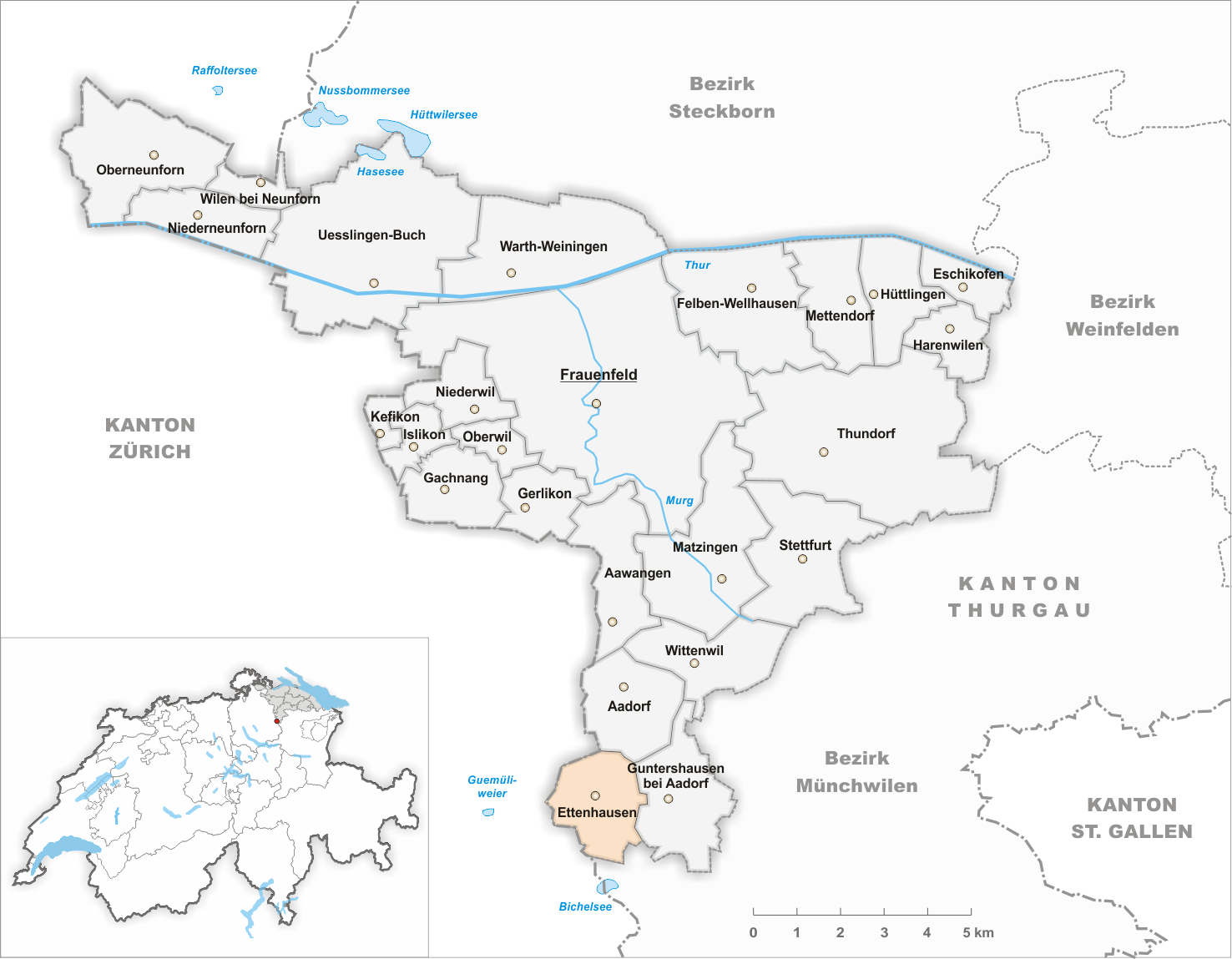
Il territorio del comune di Ettenhausen prima degli accorpamenti comunali del 1996

Già comune autonomo (Ortsgemeinde) appartenente al distretto di Frauenfeld e che comprendeva anche la frazione di Iltishausen, nel 1996 è stato aggregato al comune di Aadorf assieme agli altri comuni soppressi di Aawangen, Guntershausen bei Aadorf e Wittenwil.

## Società

### Evoluzione demografica
L'evoluzione demografica è riportata nella seguente tabella:
Abitanti censiti

## Amministrazione
Ogni famiglia originaria del luogo fa parte del cosiddetto comune patriziale e ha la responsabilità della manutenzione di ogni bene ricadente all'interno dei confini della frazione.